# Kota Daro I
Kota Daro I is een bestuurslaag in het regentschap Ogan Ilir van de provincie Zuid-Sumatra, Indonesië. Kota Daro I telt 2282 inwoners (volkstelling 2010).